# Бюст Николая II
Бюст Николая II — бюст последнего императора Российской империи Николая II в городе Бане-Лука в Сербской Республике в Боснии и Герцеговине.

## О памятнике
Бюст Николая II был передан Республике Сербской в дар Российским военно-историческим обществом и Российским институтом стратегических исследований. Автором памятника является известный российский скульптор Зураб Церетели. Памятник изготовлен из бронзы. Его высота — 2 метра 10 сантиметров, в том числе 80 сантиметров — высота самого бюста. На постаменте установлена табличка, на которой на двух языках — русском и сербском — размещена надпись: «В память о Российском императоре Николае II, защитнике сербского народа, и погибших воинах Сербского добровольческого корпуса». Работы по установке памятника в Бане-Луке были проведены местными властями. Местом установки была избрана центральная улица города.
Торжественная церемония открытия памятника состоялась в канун 100-летнего юбилея с момента начала Первой мировой войны — 21 июня 2014 года. В мероприятии приняли участие Президент Республики Сербской Милорад Додик, помощник Президента Российской Федерации Игорь Щёголев, заместитель Министра культуры Российской Федерации Григорий Ивлиев, исполнительный директор Российского военно-исторического общества Андрей Назаров, сербский кинорежиссёр Эмир Кустурица, директор Российского института стратегических исследований Леонид Решетников, а также автор монумента Зураб Церетели.
В день открытия памятника в кафедральном православном храме Бани-Луки представители сербского и российского духовенства отслужили совместную литургию, а сам монумент был освящён.